# Маркиз де Карасена (1624)
Маркиз де Карасена — испанский дворянский титул. Он был создан 3 июня 1624 года королем Испании Филиппом IV для Луиса Каррильо де Толедо (1564—1626), который в том же году также получил титул 1-го графа де Пинто. Еще в 1599 году испанский король Филипп III пожаловал Луису де Каррильо де толедо титул «графа де Карасена».
Название маркизата происходит от названия муниципалитета Карасена, провинция Сория, автономное сообщество Кастилия и Леон.

## Происхождение
Луис Каррильо де Толедо вел своё происхождение от португальского дворянина Лопе Васкеса де Акуньи (? — 1447), который переселился в Кастилию в 1397 году в правление короля Энрике III. От брака с Терезой Каррильо и Альбронос у Лопе Васкеса был сын, Гомес Каррильо де Акунья (1400—1441), сеньор де Хадраке, который занимал пост камареро-майора при королях Кастилии Хуане II и Энрике IV. Гомес Каррильо де Акунья женился на Марии де Кастилия и Салазар, внучке короля Кастилии Педро I Жестокого. Их сын, Алонсо Каррильо де Акунья (ок. 1428—1510), женился на Леонор Альварес де Толедо и Гусман, 5-й сеньоре де Пинто, дочери и наследнице Педро Суареса де Толедо, 4-го сеньора де Пинто, и Хуаны де Толедо и Гусман. Алонсо и его супруга Леонор получил от католических королей Изабеллы Кастильской и Фердинанда Арагонского сеньории Карасена и Инес в провинции Сория. Ему наследовал его старший сын, Гомес Каррильо де Акунья и Толедо (? — 1547), сеньор де Карасена, Инес и Пинто, который вступил в брак с Беатрис Сармьенто. Его сменил его сын, Алонсо Каррильо де Акунья, 7-й сеньор де Пинто и сеньор де Карасена, который был трижды женат (на Каталине де Суньига, Санче Пачеко Хирон и Марии де Гусман). Ему наследовал его сын от второго брака, Луис Каррильо де Толедо, 8-й сеньор де Пинто (? — 1590), женатый на Леонор Чакон, дочери Алонсо Тельес-Хирона, 3-го сеньора де Ла-Пуэбла-де-Монтальбан, и Хуаны Карденас Портокарреро, 1-й графини де ла Пуэбла-де-Монтальбан. Их старшим сыном был Луис Каррильо де Толедо (1564—1626), который стал 1-м маркизом де Карасена и 1-м графом де Пинто.

## Маркизы де Карасена
|                                             | Титул                                                            | Период                                      |
| Креация создана королем Испании Филиппом IV | Креация создана королем Испании Филиппом IV                      | Креация создана королем Испании Филиппом IV |
| ------------------------------------------- | ---------------------------------------------------------------- | ------------------------------------------- |
| I                                           | Луис Каррильо де Толедо                                          | 1624-1626                                   |
| II                                          | Анна Каррильо де Толедо                                          | 1626 — ?                                    |
| III                                         | Луис де Бенавидес и Каррильо де Толедо                           | ? — 1668                                    |
| IV                                          | Анна Антония де Бенавидес Каррильо де Толедо и Понсе де Леон     | 1668-1707                                   |
| V                                           | Хосе Мария Тельес-Хирон и Бенавидес                              | 1707-1752                                   |
| VI                                          | Мария Луиза де ла Серда и Манрике де Лара                        | 1752-1759                                   |
| VII                                         | Андрес Мануэль Алонсо Пачеко Тельес-Хирон и Фернандес де Веласко | 1759-1789                                   |
| VIII                                        | Диего Пачеко Тельес-Хирон Гомес де Сандоваль                     | 1789-1811                                   |
| IX                                          | Бернардино Фернандес де Веласко и Бенавидес                      | 1811-1851                                   |
| X                                           | Хосе Мария Фернандес де Веласко                                  | 1852-1888                                   |
| XI                                          | Бернандино Фернандес де Веласко Пачеко и Бальфе                  | 1888-1916                                   |

## История маркизов де Карасена
- Луис Каррильо де Толедо[исп.] (1564 — 2 февраля 1626), 1-й маркиз де Карасена (ранее — граф де Карасена), 1-й граф де Пинто.
  - Супруга — Изабель де Веласко и Мендоса, дочь Франсиско Уртадо де Мендосы и Фахардо, 1-го маркиза де Альмасан, вице-короля Наварры, и Анны Марии де Карденас
  - Супруга — Хуана Бенедикта де Норонья, дочь Альфонсо де Норньи, губернатора Сеуты и Танжера, вице-короля Индии, и Архангелы Марии де Португаль
  - Супруга — Анна Мария де Акунья и Гусман, 3-я маркиза де Вальесеррато, дочь Хуана де Акуньи и Акуньи, 1-го маркиза де Вальесеррато, и Анхелы де Гусман. Ему наследовала его дочь от первого брака:

- Анна Каррильо де Толедо (? — ?), 2-я маркиза де Карасена, 2-я графиня де Пинто.

1. Супруг — Луис Франсиско де Бенавидес и Кортес, 4-й маркиз де Фромиста. Ей наследовал их сын:

- Луис де Бенавидес и Каррильо де Толедо (20 сентября 1598 — 6 января 1668), 3-й маркиз де Карасена, 3-й граф де Пинто, 5-й маркиз де Фромиста.

1. Супруга — Каталина Понсе де Леон и Фернандес де Кордова. Ему наследовала их дочь:

- Анна Антония де Бенавидес Каррильо де Толедо и Понсе де Леон (1656—1707), 4-я маркиза де Карасена, 4-я графиня де Пинто, 6-я маркиза де Фромиста.

1. Супруг — Гаспаро Тельес-Хирон и Сандоваль (1625—1694), 5-й герцог де Осуна, 5-й маркиз де Пеньяфьель и 9-й граф де Уренья. Ей наследовал их сын:

- Хосе Мария Тельес-Хирон и Бенавидес (25 мая 1685 — 18 марта 1733), 5-я маркиз де Карасена, 6-й граф де Пинто, 7-й герцог де Осуна и 7-й маркиз де Фромиста.

1. Супруга — Франсиска Бибиана Перес де Гусман эль-Буэно и Сильва, дочь Мануэля Алонсо Клароса «эль-Буэно» Переса де Гусмана, 12-го герцога де Медина-Сидония, и Луизы Марии де Сильва и Аро. Ему наследовала их дочь:

- Мария Луиза Тельес-Хирон и Фернандес де Веласко Товар и Гусман (1698—1759), 6-я маркиза де Карасена, 11-я маркиза де Берланга и 8-я маркиза де Фромиста.

1. Супруг — Франсиско Хавьер Пачеко Тельес-Хирон (1704—1750), 6-й маркиз де Бельмонте, 6-й герцог дле Уседа, 3-й маркиз де Менас-Альбас, 5-й граф де ла Пуэбла-де-Монтальбан. Ей наследовал их сын:

- Андрес Мануэль Алонсо Пачеко Тельес-Хирон и Фернандес де Веласко (8 ноября 1728 — 10 июля 1789), 7-й маркиз де Карасена, 7-й герцог де Уседа, 7-й маркиз де Бельмонте, 6-й граф де ла Пуэбла-де-Монтальбан, 9-й маркиз де Фромиста, 4-й маркиз де Менас-Альбас и 12-й маркиз де Берланга.

1. Супруга — Мария де ла Портерия Фернандес де Веласко (? — 1796), 9-я графиня де Пеньяранда-де-Бракамонте, 6-я виконтесс де Саукильо, дочь Бернардино Фернандеса де Веласко и Пиментеля, 11-го герцога де Фриас. Ему наследовал их сын:

- Диего Пачеко Тельес-Хирон Гомес де Сандоваль[исп.]* (8 ноября 1754 — 1 февраля 1811), 8-й маркиз де Карасена, 8-й герцог де Уседа, 13-й герцог де Фриас, 13-й герцог де Эскалона, 8-й маркиз де Бельмонте, 5-й маркиз де Менас-Альбас, 10-й маркиз де Фромиста, 13-й маркиз де Берланга, 7-й маркиз де Тораль, 6-й маркиз де Сильеруэло, 10-й маркиз де Харандилья, 13-й маркиз де Вильена, 8-й граф де Пинто, 7-й маркиз дель-Фресно, 11-й маркиз де Фречилья и Вильяррамьель, 10-й маркиз де Вильяр-де-Граханехос, 15-й граф де Аро, 17-й граф де Кастильново, 18-й граф де Альба-де-Листе, 7-й граф де ла Пуэбла-де-Монтальбан, 10-й граф де Пеньяранда-де-Бракамонте, 18-й граф де Луна, 16-й граф де Фуэнсалида, 9-й граф де Кольменар, 15-й граф де Оропеса, 14-й граф де Алькаудете, 14-й граф де Делейтоса, граф де Салазар-де-Веласко.

1. Франсиска де Паула де Бенавидес и Фернандес де Кордова (1763—1827), дочь Антонио Бенавидеса и де ла Куэвы, 2-го герцога де Сантистебан-дель-Пуэрто, и Анны Марии Фернандес де Кордовы и Монкады. Ему наследовал их сын:

- Бернардино Фернандес де Веласко и Бенавидес (20 июля 1783 — 28 мая 1851), 9-й маркиз де Карасена, 9-й герцог де Уседа, 14-й герцог де Фриас, 14-й герцог де Эскалона, 6-й маркиз де Менас-Альбас, 11-й маркиз де Фромиста, 9-й маркиз де Бельмонте, 14-й маркиз де Берланга, 8-й маркиз де Тораль, 7-й маркиз де Сильеруэло, 14-й маркиз де Вильена, 9-й граф де Пинто, 8-й маркиз дель-Фресно, 14-й маркиз де Харандилья, 12-й маркиз де Фречилья и Вильяррамьель, 11-й маркиз де Вильяр-де-Граханехос, 16-й граф де Аро, 18-й маркиз де Кастильново, граф де Салазар-де-Веласко, 19-й граф де Альба-де-Листе, 8-й граф де Ла-Пуэбла-де-Монтальбан, 11-й граф де Пеньяранда-де-Бракамонте, граф де Луна, 17-й граф де Фуэнсалида, 10-й граф де Кольменар, 16-й граф де Оропеса, 15-й граф де Алькаудете, 19-й граф де Делейтоса и граф де Вильяфлор.

1. Супруга — Мария Анна Тереза де Сильва Базан и Вальдштейн (? — 1805), дочь Хосе Хоакина де Сильва Базан и Сармьенто, 9-го маркиза де Санта-Крус-де-Мудела, 10-го маркиза дель-Висо, маркиза де Байона, 6-го маркиза де Арсикольяр, графа де Монтауто и графа де Пье-де-Конча.
2. Супруга — Мария де ла Пьедад Рока де Тогорес и Валькарсель (1787—1830), дочь Хуана Непомусено Рока де Тогорес и Скорсия, 1-го графа дле Пиноэрмосо и 13-го барона де Риудомс.
3. Супруга (неравный брак) — Анна Хаспе и Масиас. Ему наследовал его сын от третьего брака:

- Хосе Мария Бернардино Сильверио Фернандес де Веласко и Хаспе (20 июня 1836 — 20 мая 1888), 10-й маркиз де Карасена, 15-й маркиз де Берланга, 15-й герцог де Фриас, 12-й маркиз де Фромиста, 17-й граф де Аро, 16-й граф де Алькаудете и граф де Салазар-де-Веласко.

1. Супруга с 1864 года Виктория Балф (1837—1871), от брака с которой у него было два сына (Бернардино и Гильермо) и дочь Менсия
2. Супруга с 1880 года Мария дель Кармен Пиньятелли де Арагон и Падилья (1855—1927), дочь принца Джованни Винченцо Пиньятелли и Марии Кристины Падилья и Лаборде. Ему наследовал его старший сын от первого брака:

- Бернардино Фернандес де Веласко и Балф Хаспе и Росер (1 мая 1866 — декабрь 1916), 11-й маркиз де Карасена, 16-й герцог де Фриас, 18-й граф де Аро и граф де Салазар-де-Веласко.

1. Супруга с 1892 года Мэри Болейн Сесилия Ноулз (1866 — ?). Не оставил после себя наследников.

Позднее никто не претендовал на этот титул. 8 октября 1985 года герцогиня де Осуна и графиня де Пинто, донья Анхела Мария Тельес-Хирон и Дуке де Эстрада (1925—2015) заявила о своих претензиях на маркизат, ведя своё происхождение от 5-го маркиза де Карасена.